# Bradley Walsh
Pour les articles homonymes, voir Walsh.
Bradley John Walsh (né le 4 juin 1960,) est un acteur, humoriste, chanteur, présentateur de télévision et ancien footballeur professionnel britannique. Il est connu pour ses rôles de Danny Baldwin dans Coronation Street et le rôle principal du sergent Ronnie Brooks dans Londres, police judiciaire, de même que comme présentateur des jeux télévisés d'ITV The Chase et Cash Trapped.
De 2018 à 2022, il joue le rôle de Graham O'Brien, un des compagnons du Docteur, dans la série de la BBC Doctor Who.